# Typen N1 und n2 der Wiener Stadtwerke – Verkehrsbetriebe
Die Typen N1 und n2 der Wiener Stadtwerke – Verkehrsbetriebe waren eine Serie von 330 zweiachsigen Trieb- und Beiwagen, die nach dem Zweiten Weltkrieg für die Wiener Elektrische Stadtbahn konzipiert und von Simmering-Graz-Pauker hergestellt wurden. Im Gegensatz zu ihren Vorgängerbaureihen N, n und n1 kamen sie jedoch, abgesehen von Probe- und Überführungsfahrten, nicht mehr im Wiener Straßenbahnnetz zum Einsatz und waren dafür auch nicht ausgelegt.

## Geschichte
Nach Beseitigung der Kriegsschäden an der Infrastruktur der Stadtbahn rückte für die Wiener Stadtwerke – Verkehrsbetriebe (WStW-VB) der Ersatz der im Krieg vollständig zerstörten Wagen sowie die Erneuerung des verbliebenen Fahrzeugbestandes in den Mittelpunkt. Aus wirtschaftlichen Gründen waren Neubauten von eigentlich sinnvollen Drehgestellwagen nicht möglich, obwohl das Schweizer Unternehmen Schindler 1955 eigens für die Wiener Stadtbahn einen vierteiligen Gelenktriebwagen mit zwölf Achsen entwickelte.
Stattdessen wurden nutzbare Teile der Altbauwagen aus den 1920er Jahren wiederverwendet. Dies betraf neben den Radsätzen Teile der Bremsanlage, die Langträgerroste, die Fenster, die Drucklufteinrichtungen sowie verschiedene Kleinteile. Die Druckluftbremse, die bei den N1 auch elektropneumatisch betätigt werden konnte, blieb Betriebs- und Notbremse, die Handbremse wurde nur als Feststellbremse genutzt. Beide wirkten auf dasselbe Bremsgestänge. Die mechanische Bremse blieb eine Klotzbremse, sie wirkte doppelseitig auf beide Radsätze. Dennoch handelte es sich mehr um Neubauten als um Umbauten beziehungsweise Wiederaufbauten, weil wesentliche Änderungen vorgenommen wurden. Der Wagenkasten war in Stahlleichtbauweise gefertigt und auf einem aus Profilen und Blechen geschweißten Laufgestell gummigedämpft gelagert. Die Radsätze erhielten Rollenachslager, sie wurden durch untenliegende Blattfedern geführt.
Insgesamt wurden in den Jahren 1954 bis 1962 jedoch nur 130 Triebwagen der Type N1 und 200 gleichartige Beiwagen der Type n2 gebaut, das heißt 50 alte Triebwagen und 70 alte Beiwagen waren im Krieg vollständig zerstört worden oder wurden fortan anderweitig genutzt. Tatsächlich standen aber noch weniger Beiwagen als Spenderwagen zur Verfügung, denn ein Teil der n2 wurde mangels brauchbarer Altwagen völlig neu gebaut. Die zweite Fahrzeuggeneration der elektrischen Stadtbahn war zwischen dem 12. Juli 1954 und dem 1. Juli 1983 im Einsatz und ebenfalls durchgehend rot lackiert. Sie wurde auf der Wientallinie und der Donaukanallinie von der Baureihe U sowie auf der Gürtellinie und dem Verbindungsbogen von den Wagen der Reihen E6 und c6 abgelöst. Sechzehn Wagen des Typs N1 wurden nach Ende des Einsatzes im Personenverkehr als Arbeitswagen der Type NH weiterverwendet und bis 2001 ausgemustert.

## Allgemeine Beschreibung

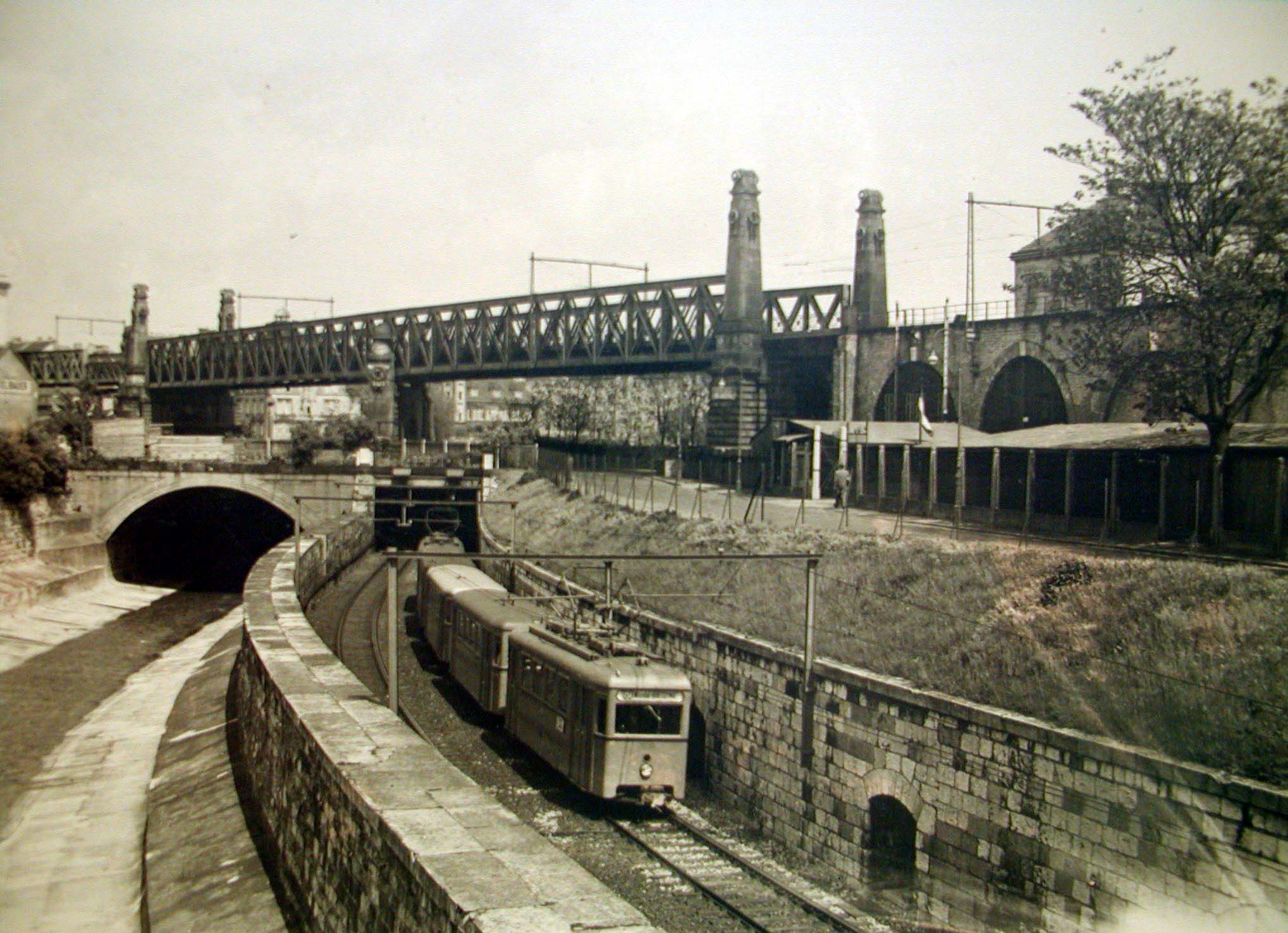
Ein Zug im Ursprungszustand, noch ohne Aussparungen im Bereich der Laufgestelle

Die alten handbedienten Trompetenkupplungen wurden bei der zweiten Generation durch automatische Scharfenbergkupplungen mit Kontaktaufsatz und integrierten Luftleitungskupplungen ersetzt, dadurch erhöhte sich die Länge über Kupplung um 30 Zentimeter auf 11 900 Millimeter. Ferner verhinderten diese einen Mischbetrieb mit der Vorgängergeneration.
Aufgrund ihrer kantigeren Form erhielt die zweite Generation elektrischer Stadtbahnwagen den spöttischen Spitznamen „Rote Schuhschachteln“. Verstärkt wurde das dieses Erscheinungsbild durch die ursprünglich auf einer Höhe durchgehenden seitlichen Schürzen. Sie wurden erst bei den ab 1957 gelieferten Wagen im Bereich des Laufgestells zurückgeschnitten, wobei auch die damals bereits abgelieferten Wagen nachträglich eine entsprechende Adaption erfuhren. Die Innenbeleuchtung wurde auf drei Serien mit je acht Lampen pro Wagen erweitert.
Die vormaligen Teleskopschiebetüren wurden durch elektropneumatisch angetriebene Doppelfalttüren ersetzt, die vom Führerstand für den ganzen Zug betätigt werden konnten. Durch sie konnte vor allem das Auf- und Abspringen während der Fahrt verhindert werden, wodurch die Unfallzahlen auf der Stadtbahn dauerhaft zurückgingen. Im Innenraum entfielen die Trennwände samt Schiebetüren zwischen den Plattformen und dem Fahrgastabteil, ersatzweise schützten fortan Glasscheiben die Fahrgäste vor Zugluft.

## Beschreibung Triebwagen

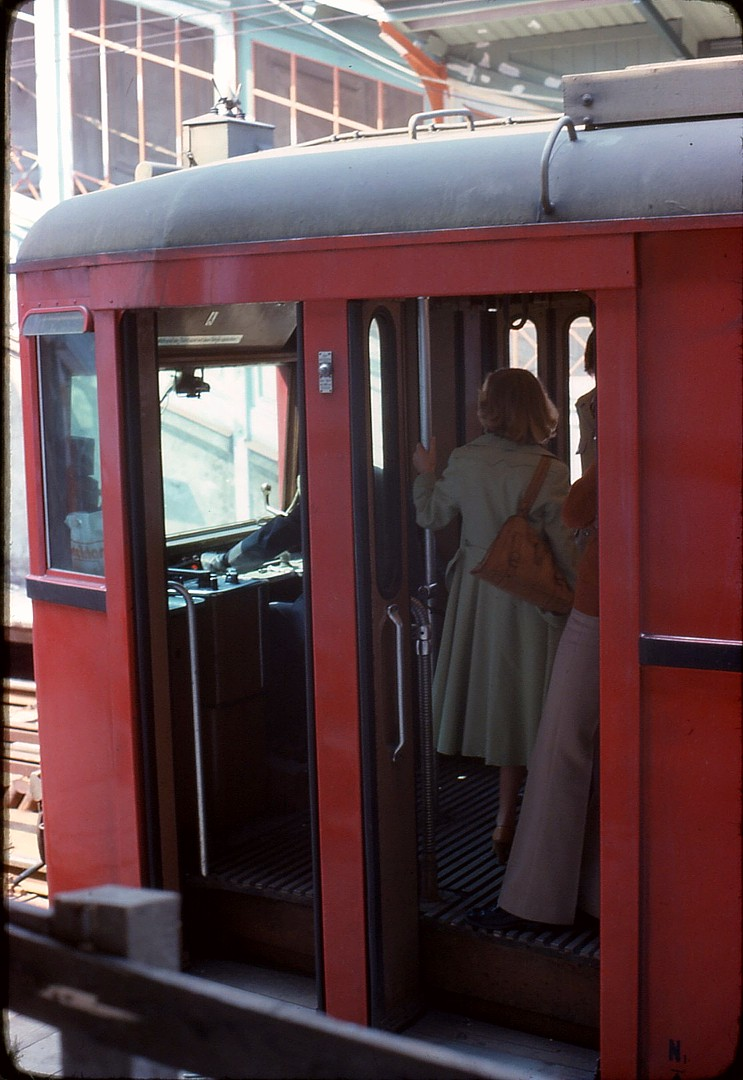
Einstiegssituation bei der Type N_{1}

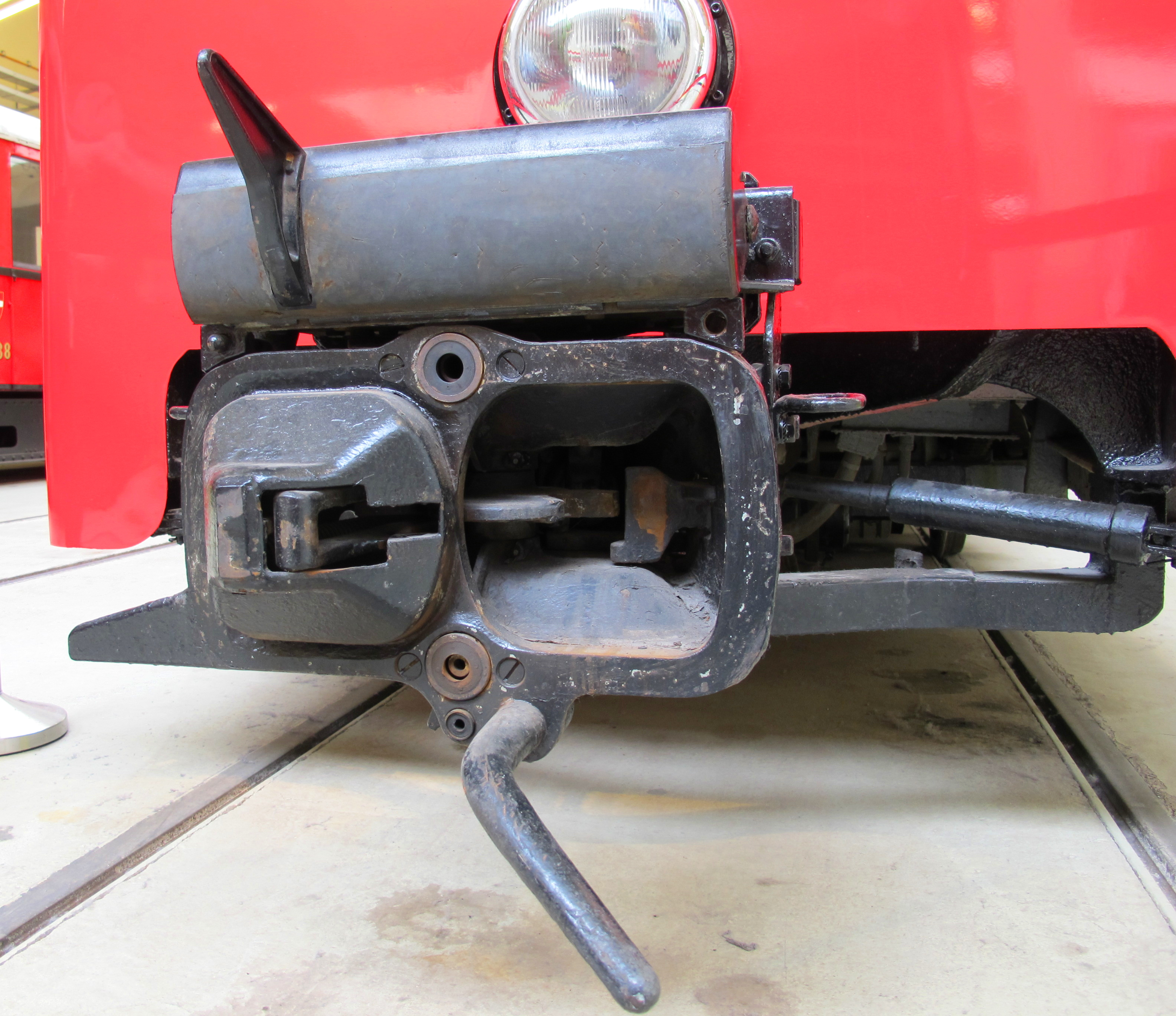
Scharfenbergkupplung

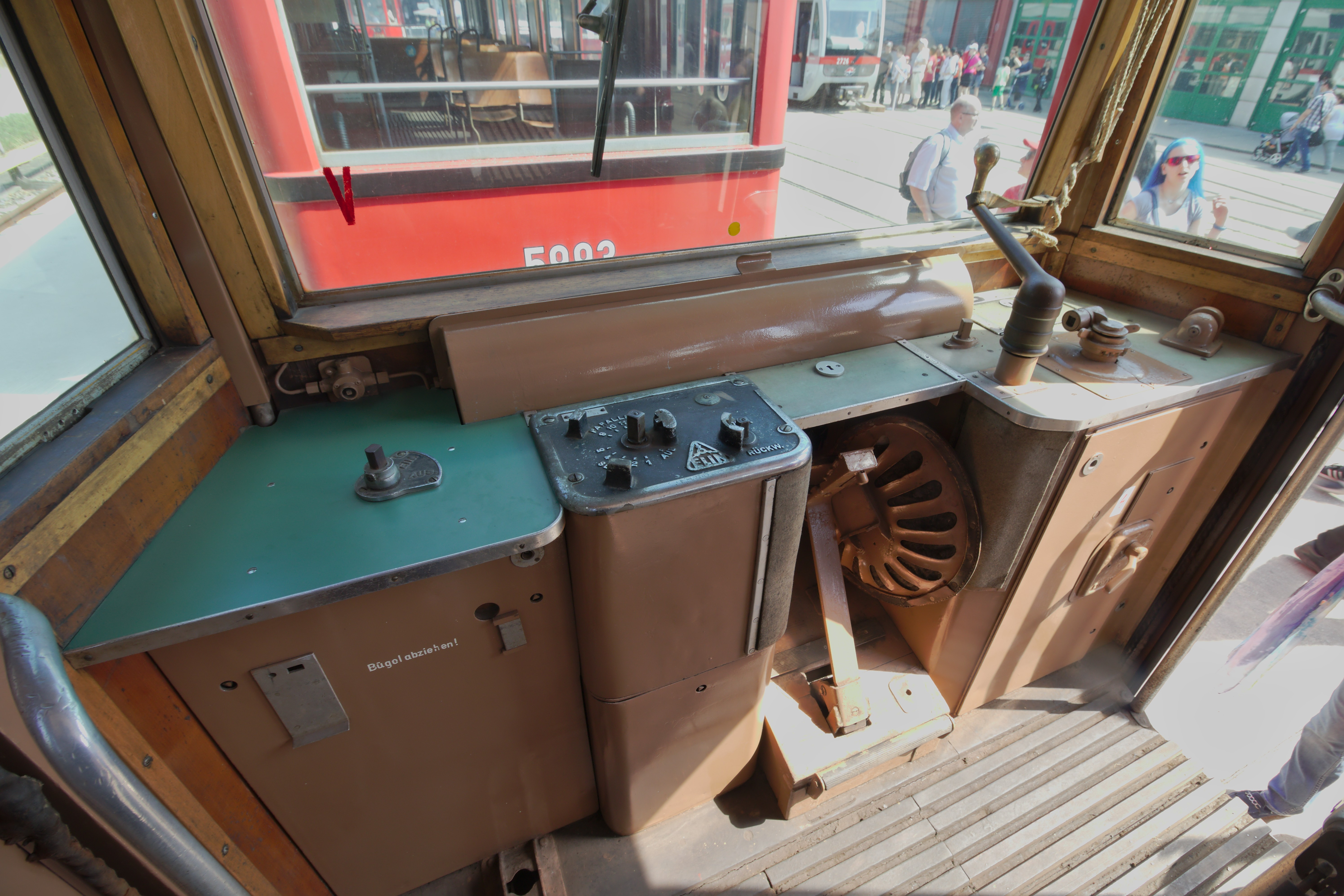
Eingeklappter Fahrersitz in einem N_{1}

Bei den Triebwagen wurde zusätzlich die elektrische Ausrüstung, das heißt Fahrmotoren, Stromabnehmer und Fahrschalter von der Vorgängergeneration übernommen. Allerdings blieb damit die mögliche Höchstgeschwindigkeit auf nur 40 km/h begrenzt. Die Triebwagen erhielten darüber hinaus statt der bisherigen Liniensignalanzeige neue beleuchtete Anzeigen über der jetzt einteiligen Frontscheibe, die sowohl die Linienbezeichnung als auch das Fahrtziel in einem Feld anzeigten. Durch den entfallenden Übergang ins Straßenbahnnetz kamen die Triebwagen ferner ohne straßenbahnspezifische Ausrüstungsgegenstände wie Fahrtrichtungsanzeiger, Glockenriemen oder Fangkorb aus. Dies hatte jedoch zur Folge, dass sie zur Hauptwerkstätte stets von einem Straßenbahntriebwagen geschleppt werden mussten.
Die Scherenstromabnehmer waren nunmehr einheitlich vom Typ SS 46, die der Spenderwagen wurden nicht weiter genutzt. Die Masse eines N1-Triebwagens betrug 17 400 Kilogramm, mit 2300 Millimetern waren sie außerdem um 60 Millimeter breiter. Neu waren außerdem die einklappbaren Sitzschalen im Führerstand, zuvor mussten die Triebwagenführer ihren Sitz bei Nichtbenutzung komplett abbauen und mitnehmen. Ebenso die eigenständige Zugschlussleuchte, damit entfiel die Verwendung von roten Deckscheiben vor dem Scheinwerfer. Ferner existierte in den Triebwagen ein Fahrermikrofon für die im ganzen Zug vorhandene Ausrufanlage.
Beibehalten wurden die Fahrmotoren der Typen D 871, GDTM 242 beziehungsweise US 701, die Schützensteuerung mit Vielfachsteuerung, die Frischstromheizung, die beiden ELIN-Schleifringfahrschalter mit zwölf Fahrstufen, die Dachwiderstände und der Dachlichtschalter. Die zuletzt gelieferten Wagen 2879 und 2880 waren zu Beginn mit Schnellfahrmotoren der Type GDTM 42 s ausgerüstet, die gegenüber der Type GDTM 242 eine um circa 50 Prozent höhere Leistung aufwiesen. Im Jahr 1966 erfolgte der Ersatz durch herkömmliche Fahrmotoren, wodurch die Fahrzeuge wieder freizügig eingesetzt werden konnten.
Der Wagen 2880 unterschied sich später nochmals von den restlichen Fahrzeugen: Im November 1966 wurde er für den Einsatz mit dem pneumatisch verstellbaren Pflug der Type vsp mit Druckluftanschlüssen sowie mit Dauerwiderständen ausgerüstet. Für den Einsatz mit Unkrautvertiltungswagen (Type ks) wurde er im Jahr 1969 mit ELIN-Kabelsteckdosen mit Vorschaltwiderständen (von 750 auf 500 Volt) ausgestattet.
Die zweite Triebwagengeneration ging wie folgt in Betrieb:
| 1954: | 30 Stück | Betriebsnummern 2881–2910               |
| 1955: | 12 Stück | Betriebsnummern 2911–2922               |
| 1956: | 18 Stück | Betriebsnummern 2923–2940               |
| 1957: | 06 Stück | Betriebsnummern 2941–2946               |
| 1958: | 02 Stück | Betriebsnummern 2947–2948               |
| 1959: | 19 Stück | Betriebsnummern 2949–2967               |
| 1960: | 14 Stück | Betriebsnummern 2968–2981               |
| 1961: | 27 Stück | Betriebsnummern 2870–2878 und 2982–2999 |
| 1962: | 02 Stück | Betriebsnummern 2879–2880               |

## Beschreibung Beiwagen

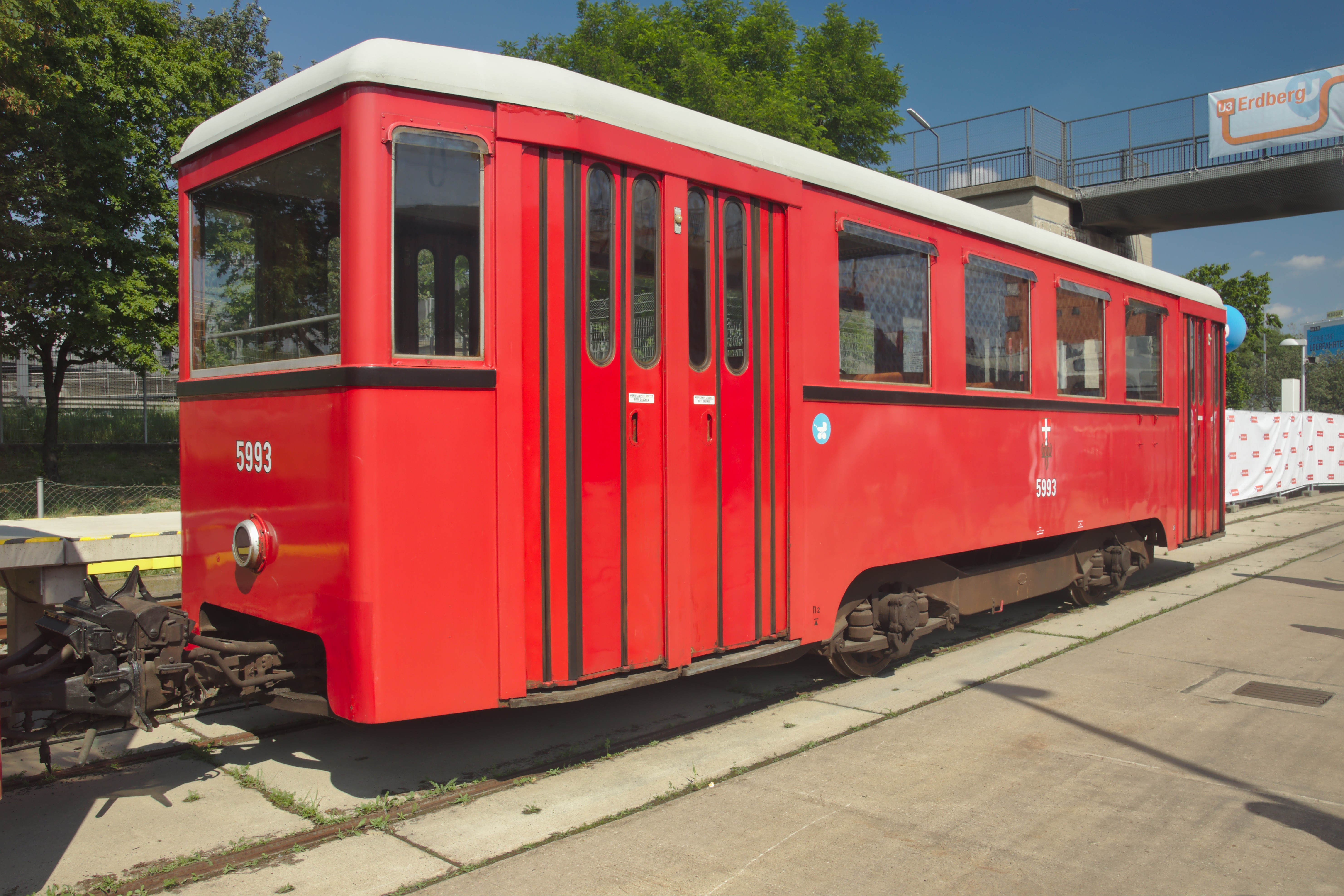
Detailansicht eines museal erhaltenen n_{2}-Beiwagens im Jahr 2018

Die zugehörigen Beiwagen der Type n2 waren abgesehen von der elektrischen Ausrüstung und den fehlenden Zugzielanzeigen baugleich zu den N1-Triebwagen. Ihre Masse betrug nunmehr 10 500 Kilogramm, sie wurden wie folgt abgeliefert:
| 1954: | 45 Stück | Betriebsnummern 5821–5865               |
| 1955: | 10 Stück | Betriebsnummern 5866–5875               |
| 1956: | 27 Stück | Betriebsnummern 5876–5902               |
| 1957: | 10 Stück | Betriebsnummern 5903–5912               |
| 1958: | 02 Stück | Betriebsnummern 5913–5914               |
| 1959: | 43 Stück | Betriebsnummern 5915–5957               |
| 1960: | 27 Stück | Betriebsnummern 5958–5984               |
| 1961: | 36 Stück | Betriebsnummern 5800–5820 und 5985–5999 |

## Zugbildung und Kapazität

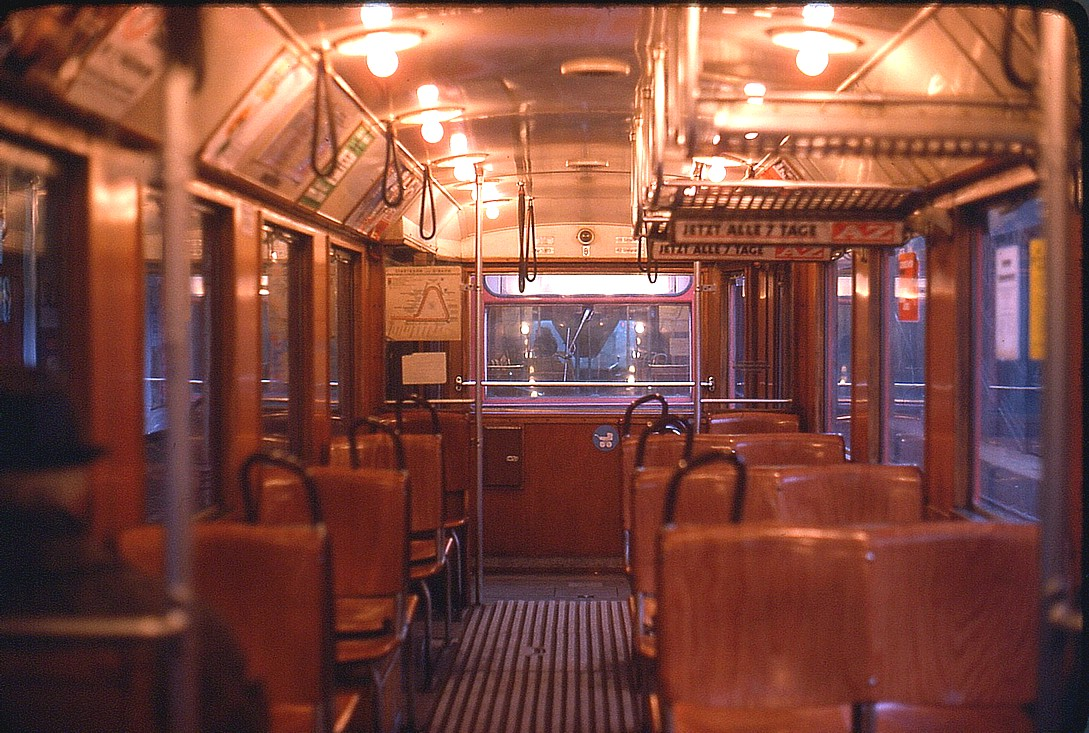
Inneneinrichtung eines n_{2}-Beiwagens mit Durofol-Bestuhlung im Jahr 1978

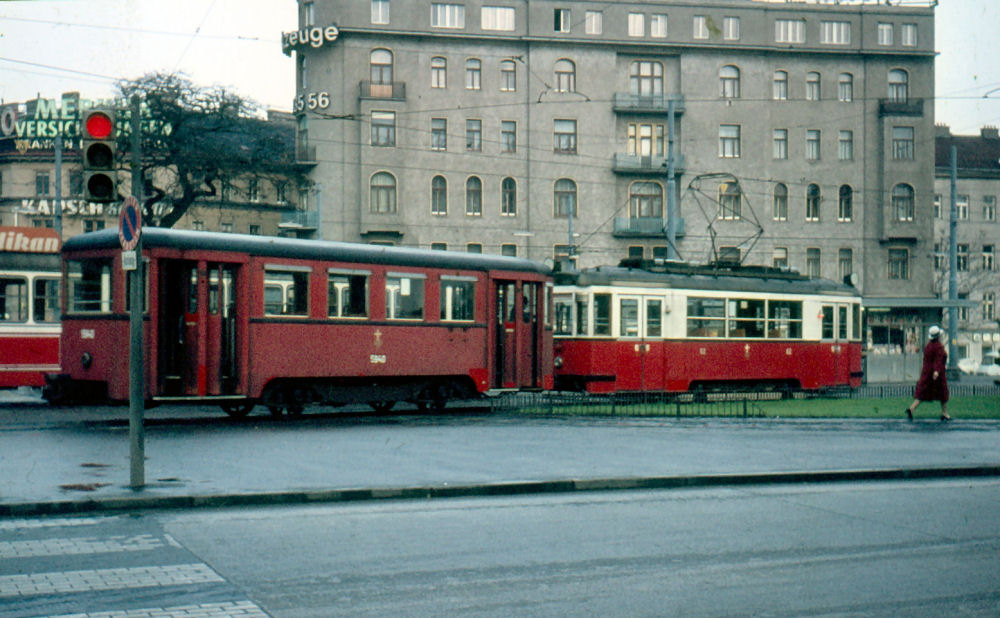
Überstellung eines Beiwagens von der Hauptwerkstätte Rudolfsheim zurück ins Stadtbahnnetz

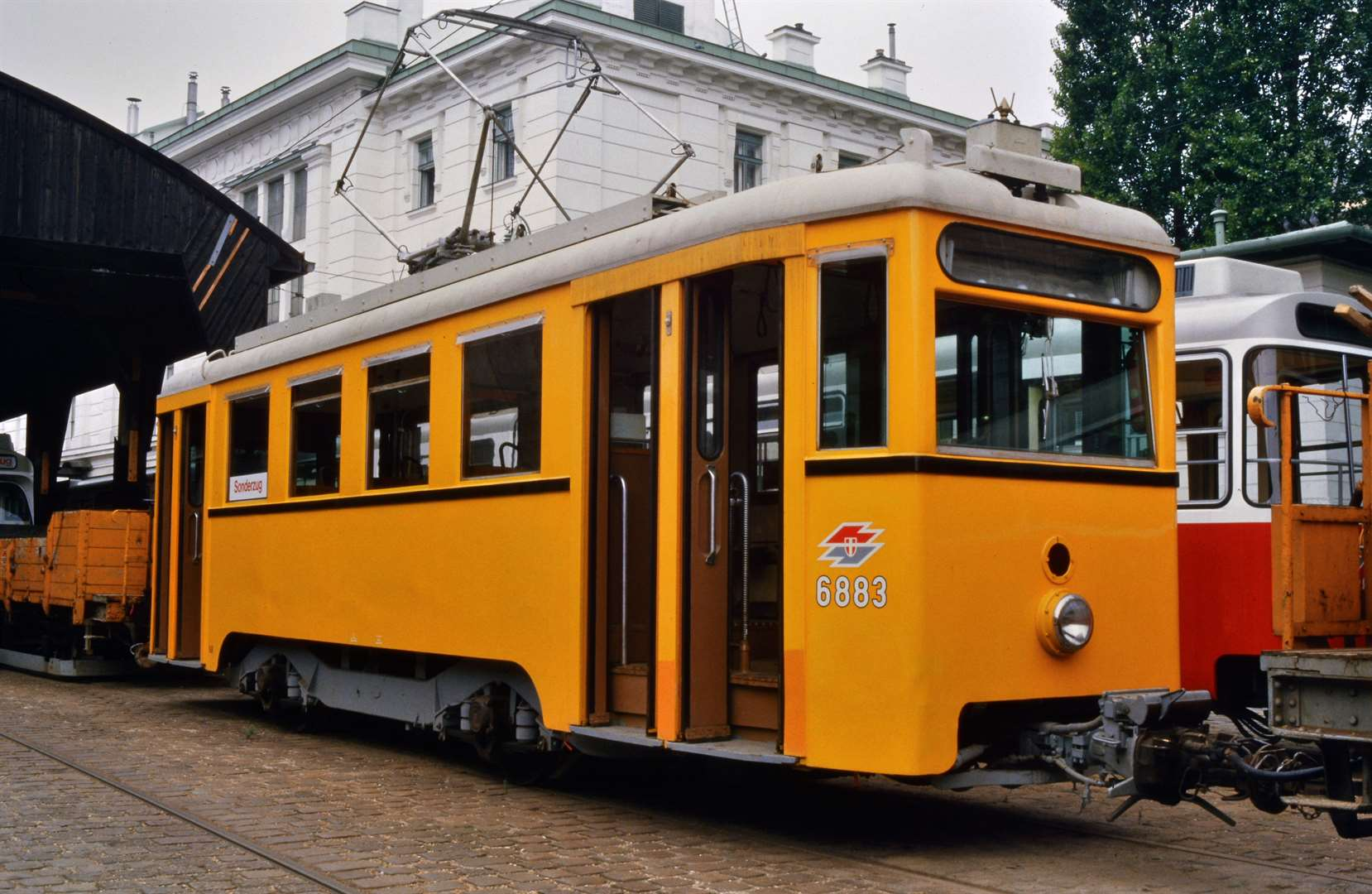
NH 6683 in Michelbeuern, 1984

Wie bei der ersten konnten auch bei der zweiten Generation in einem Zug bis zu neun Wagen, davon maximal drei Triebwagen in Mehrfachtraktion, eingesetzt werden. In jedem Wagen standen 20 Durofol-Einzelsitze in Abteilanordnung zur Verfügung. Längssitzbänke wurden fortan keine mehr angeboten, wodurch in jedem Wagen vier Sitze weniger zur Verfügung standen. Zusätzlich standen in an der Zugspitze laufenden Triebwagen 47 sowie in den geführten Triebwagen 51 Stehplätze zur Verfügung, bei den Beiwagen waren es – bei exakt gleicher Sitzplatzanordnung – einheitlich 62 Stehplätze. Insgesamt konnte ein Stadtbahnzug der zweiten Generation somit bis zu 701 Personen befördern, davon 180 sitzend:
- 67 im führenden Triebwagen
- 142 in den beiden geführten Triebwagen
- 492 in den sechs Beiwagen

Der letzte Einsatz von Neun-Wagen-Zügen erfolgte am 4. Juli 1981 auf der Linie W zwischen Hütteldorf und Meidling-Hauptstraße. Danach verkehrten auf den Stadtbahnlinien nur noch fünfteilige Garnituren.